# Ju-Jutsu
Deutsches Ju-Jutsu ist ein modernes, offenes Selbstverteidigungssystem sowie eine Kampfkunst und ein Wettkampfsport mit unterschiedlichen Disziplinen.
Jū-Jutsu (japanisch 柔術) als (übersetzt) „sanfte Kunst“ oder „sanfte Technik“ basiert hauptsächlich auf Selbstverteidigungstechniken. Jede Verteidigungstechnik ist gegen mehrere Angriffsarten (vergleiche Angriffsstufen) anwendbar. In Kombinationen können die Techniken sinnvoll verbunden und in der freien Verteidigung gegen freie Angriffe als echte Selbstverteidigung angewendet werden. Bei dieser Methode wird bereits mit einer kleinen Auswahl von Verteidigungstechniken von Anfang an ein größtmöglicher Nutzeffekt durch variable Anwendung erzielt. Bestehende Konzepte werden kontinuierlich erweitert und optimiert, ohne sich an die Einschränkungen bestimmter Stile oder Philosophien zu halten (vergleiche Jeet Kune Do). Deshalb ist Ju-Jutsu auch eine Selbstverteidigungsart, die für jedermann geeignet ist, egal ob klein oder groß, jung oder alt. Jeder kann sich im Ju-Jutsu auf für ihn geeignete Techniken spezialisieren. Die Ju-Jutsu-Praktizierenden werden als Ju-Jutsuka bezeichnet.
Der Sport wird durch den Dachverband Deutscher Ju-Jutsu-Verband (DJJV) im Deutschen Olympischen Sportbund (DOSB) organisiert. Dieser entwickelt das Regelsystem und die Prüfungsvorschriften weiter, regelt die Verleihung von Gürtelgraden und übernimmt die Organisation von Wettkämpfen. Darüber hinaus gibt es noch Sportverbände, welche Ju-Jutsu praktizieren. Diese sind jedoch nicht im Deutschen Olympischen Sportbund organisiert und haben ihre eigenen Ordnungen, Satzungen und Prüfungsordnungen. Der bekannteste Verband ist das Deutsche Dan Kollegium.

Ju-Jutsuka im traditionellen Keikogi beim Üben

## Geschichte

### Ursprünge
Die Wurzeln des modernen Ju-Jutsu sind Aikidō und Judo (die aus traditionellen Kampfkünsten wie Daitō-ryū Aiki-jūjutsu, Kitō-ryū und Tenjin Shinyō-ryū entstanden sind und ihrerseits viele Jiu-Jitsu-Elemente enthalten) sowie Karate. Aus jeder dieser Kampfkünste wurden die für das System Ju-Jutsu besten Techniken genommen. Die Techniken wurden auf die Bedürfnisse des Ju-Jutsu abgestimmt und werden deshalb nicht zwingend genau so ausgeführt wie in der Original-Budōsportart, der sie entstammen.
- Aikidō: Hebel- und Wurftechniken
- Judo: Fall-, Wurf-, Hebel- und Bodentechniken
- Karate: Atemi-Techniken (Schläge und Tritte)

Durch die Reformierung im Jahr 2000 sind über die drei oben genannten Kampfstile hinaus Techniken aus Kampfsportarten wie Kick- bzw. Thaiboxen und Ringen sowie Techniken aus den chinesischen und philippinischen Kampfkünsten aufgenommen worden. Die Messer- und Stockabwehr wurde dabei zum Großteil den philippinischen Kampfkünsten entnommen. Es werden aus jedem Kampfsport und jeder Kampfkunst die effektivsten Techniken zur Selbstverteidigung verwendet, auf den Ju-Jutsuka zugeschnitten und mit anderen Techniken verschiedenster Kampfsport- und Kampfkunstarten kombiniert.

### Entstehung
1967 wurden Franz-Josef Gresch, Werner Heim, Otto Brief, Richard Unterburger, Klaus Münstermann und weitere Dan-Träger vom Deutschen Dan-Kollegium damit beauftragt, Techniken aus Jiu Jitsu, Judo, Karate, Aikidō und anderen Kampfsportarten zu einem neuen Selbstverteidigungssystem zusammenzustellen. Auftraggeber war das Bundesinnenministerium, das für Polizei, Zoll, Justiz und Streitkräfte ein effektives, stiloffenes und stilübergreifendes System der waffenlosen Selbstverteidigung suchte. So wurden aus den erwähnten Kampfkunststilen diejenigen Techniken zusammengefasst, die für die tägliche Praxis dieser Berufsgruppen am besten erschienen. Da die „sanften“ Techniken gegenüber Tritten und Schlägen überwogen, wurde es „Sanfte Kunst“ genannt, Ju-Jutsu. Die erste vollständige Fassung des neuen Regelsystems wurde am 22. April 1969 veröffentlicht.
1990 wurde der eigenständige Dachverband „Deutscher Ju-Jutsu-Verband“ gegründet, welcher unabhängig vom Deutschen Judo-Bund und dem Deutschen Dan-Kollegium ist. Die Bundesgruppe Ju-Jutsu im Deutschen Dan-Kollegium hat sich im Jahr 1992 aufgelöst. Im Jahr 2000 setzte der DJJV eine neue Prüfungsordnung in Kraft. Unter der Leitung von Bernd Hillebrand, 7. Dan und damaliger Technischer Direktor im DJJV, hat eine Arbeitsgruppe das Programm grundsätzlich überarbeitet. Aspekte des methodischen Aufbaus, Verbesserung des Zweikampfverhaltens und eine deutlich breitensportlichere Ausrichtung standen dabei im Vordergrund.

### Entwicklung
Wegen seines offenen Konzepts fand Ju-Jutsu schnell Anhänger unter den Bediensteten der Sicherheitsbehörden (Polizei, Justiz, Bundespolizei, Zoll), die es als waffenlose Selbstverteidigung in ihrer Behörde kennengelernt hatten. Diese trugen es aus den Behörden in Sportvereine, und bald entstanden unterschiedlichste Dachverbände, in denen Ju-Jutsu betrieben wurde. Um organisiert Sport in Form von Wettkämpfen zu betreiben und um einheitliche und vergleichbare Graduierungsstandards zu haben, erließen diese Verbände für ihre Bereiche gültige Prüfungs- und Wettkampfordnungen. Seitdem ist Ju-Jutsu kein gänzlich offenes System mehr. Auch wenn diese Prüfungsordnungen den Umfang der Techniken nicht beschnitten, sondern lediglich festlegten, welche Techniken mindestens für eine Graduierung erbracht werden müssen, entstand für Viele, auch viele Ju-Jutsuka, der Eindruck, dass es sich nur bei diesen Techniken um die „amtlichen“ Techniken handele. Verschiedenste Prüfungs- und Wettkampfvorschriften waren bundesweit verbreitet.

## Prinzip und Technik
Ju-Jutsu besteht aus folgenden Elementen:
- Bewegungslehre
- Falltechniken (Fallschule)
- Abwehrtechniken
- Bodenkampf
- Atemitechniken (verschiedene Stoß-, Schlag- und Tritttechniken sowie Blocktechniken, Knie und Ellenbogen mit inbegriffen)
- Wurftechnik
- Hebeltechniken
- Würgetechniken
- Sicherungstechniken, Festlegetechniken
- Nothilfe-Techniken
- Waffenabwehr, gezielte Entwaffnung von Gegnern
- Transporttechniken
- Nervendruckpunkttechniken

Ju bedeutet nachgeben oder ausweichen, wörtlich „sanft“ und Jutsu „Kunst“ oder „Kunstgriff“. Ju-Jutsu ist also die Kunst, durch Nachgeben oder Ausweichen mit der Kraft des Angreifers zu siegen. Falls erforderlich, kann ein Angriff jedoch auch in direkter Form mit „Atemi-Techniken“ (Stoß-, Schlag-, Tritt- oder Blocktechniken) abgewehrt werden. Alle Angriffe werden in harter oder weicher Form nach dem Prinzip der Verhältnismäßigkeit genutzt. Die freie Übersetzung von Ju erfolgt somit besser mit „flexibel“, Ju-Jutsu ist die Kunst, flexibel und vielseitig auf einen Angriff zu reagieren.
Durch beständiges Üben werden die Bewegungsabläufe erlernt und automatisiert. In Trainingskämpfen – Randori – kann der Einsatz der Techniken in realitätsnahen Situationen geübt und erprobt werden.

## Gürtelgrade
Der Gürtelgrad zeigt den Fortschritt einer Person im Ju-Jutsu an. Zu unterscheiden in Schüler- (Kyū-) und Meister- (Dan-)Grade. Erworben wird der Gürtel durch Bestehen einer Prüfung oder durch Verleihung. Dan-Grade oberhalb des 5. Dan können nur noch verliehen werden. Träger des 6. Dan oder höher werden auch als Großmeister bezeichnet.

### Schülergrade
Mit Kyū werden die Schülergrade bezeichnet. Prüfungen bis zum 3. Kyū werden im Verein durchgeführt. Die Prüfungen zum 1. und 2. Kyū werden in manchen Bundesländern auch noch im Verein, in anderen jedoch auf Bezirks- bzw. Landesebene durchgeführt. Grundsätzlich wird bei einer Prüfung zum 1. oder 2. Kyū ein zweiter, vereinsfremder Prüfer hinzugezogen.
| Kyū Grad          | 6. Kyū     | 5. Kyū   | 4. Kyū   | 3. Kyū   | 2. Kyū   | 1. Kyū    |
| ----------------- | ---------- | -------- | -------- | -------- | -------- | --------- |
| Gürtelfarbe       | weiß       | gelb     | orange   | grün     | blau     | braun     |
| Vorbereitungszeit | (Anfänger) | 6 Monate | 6 Monate | 6 Monate | 6 Monate | 12 Monate |

### Schülergrade unter 14 Jahren
Für Kinder wurde, um sie zu motivieren und zum nächsten Vollgurt hinzuführen, eine Kinderprüfungsordnung erstellt.
Bei Kindern werden die Grade wie folgt aufgeteilt:
| Kyū Grad     | 6. Kyū | 6.1 Kyū a              | 6.2 Kyū | 5. Kyū  | 5.1 Kyū a                | 5.2 Kyū  | 4. Kyū   | 4.1 Kyū  | 3. Kyū   | 3.1 Kyū  | 2. Kyū   | 2.1 Kyū  | 1. Kyū   |
| ------------ | ------ | ---------------------- | ------- | ------- | ------------------------ | -------- | -------- | -------- | -------- | -------- | -------- | -------- | -------- |
| Gürtelfarbe  | weiß   | weiß mitgelbemAufnäher | weiß-   | gelb    | gelb mit orangemAufnäher | gelb-    | orange   | orange-  | grün     | grün-    | blau     | blau-    | braun    |
| Gürtelfarbe  | weiß   | weiß mitgelbemAufnäher | gelb    | gelb    | gelb mit orangemAufnäher | orange   | orange   | grün     | grün     | blau     | blau     | braun    | braun    |
| Mindestalter | frei   | 7 Jahre                | 8 Jahre | 9 Jahre | 10 Jahre                 | 11 Jahre | 11 Jahre | 12 Jahre | 13 Jahre | 13 Jahre | 14 Jahre | 14 Jahre | 16 Jahre |

### Meistergrade
Den Kyū, den Schülern, folgen die Dan-Grade für den „Meister“. Für den 1. Dan ist ein Mindestalter von 18 Jahren vorgeschrieben. Der 1. Dan muss per Prüfung erlangt werden, alle anderen Graduierungen können auch vergeben werden. Die letzte Graduierung, die per Prüfung erlangt werden kann, ist der 5. Dan. Alle weiteren Grade werden verliehen.
| Dan Grad          | 1. Dan  | 2. Dan  | 3. Dan  | 4. Dan  | 5. Dan  | 6. Dan  | 7. Dan  | 8. Dan  | 9. Dan  | 10. Dan |
| ----------------- | ------- | ------- | ------- | ------- | ------- | ------- | ------- | ------- | ------- | ------- |
| Gürtelfarbe       | schwarz | schwarz | schwarz | schwarz | schwarz | rot-    | rot-    | rot-    | rot     | rot     |
| Gürtelfarbe       | schwarz | schwarz | schwarz | schwarz | schwarz | weiß    | weiß    | weiß    | rot     | rot     |
| Vorbereitungszeit | 1 Jahr  | 2 Jahre | 3 Jahre | 4 Jahre | 5 Jahre | 6 Jahre | 6 Jahre | 6 Jahre | 6 Jahre | 6 Jahre |

Am Gürtelende können Streifen zur Unterscheidung der Dan-Grade getragen werden. Es ist auch möglich, Rot-Schwarz oder weiterhin den schwarzen Gurt anstatt Rot-Weiß zu tragen. Die Prüfungsprogramme sind in Vorschriften festgelegt, die auch online zugänglich sind.

## Wettkampfsysteme
Im Ju-Jutsu finden verschiedene Wettkämpfe statt, welche von unterschiedlichen Gruppen und Verbänden ausgerichtet werden. Die Wettkampfsysteme sind:
- Duo-System
- Fighting-System
- Ne-Waza (BJJ)
- Show
- Allkampf / Combat

Das Fighting-System und das Duo-System unterscheiden sich in erster Linie darin, dass beim Fighting jeder für sich („Mann gegen Mann“ mit frei wählbaren Techniken und Taktiken) kämpft. Beim Duo präsentiert ein 2er Team gemeinsam vorgegebene Selbstverteidigungskombinationen, die (vergleichbar dem Eiskunstlauf) von fünf Kampfrichtern mit einem bis zehn Punkten (Ausführung, Schnelligkeit, Realitätsnähe, Vielfalt, Ausdruck) bewertet werden. Beide Wettkampfformen werden auf einer Mattenfläche von 12 × 12 Metern ausgetragen.
Beim Fighting sind ein Haupt- oder Mattenkampfrichter (HK) und zwei Seitenkampfrichter (SK) sowie ein Tischkampfrichter im Einsatz. Beim Duo gibt es einen Haupt- oder Mattenkampfrichter und das Kampfgericht, bestehend aus fünf lizenzierten Kampfrichtern.

### Ju-Jutsu Fighting

#### Kampfverlauf und allgemeine Regelungen
Die Kampfzeit eines Kampfes beträgt 1 × 3 Minuten, in den jüngeren Altersklassen 1 × 2 Minuten. Bis ins Jahr 2000 waren es noch 2 × 2 Minuten mit einer Minute Kampfpause. Es wird gemäß der internationalen Vorgaben mit rotem oder blauem Gürtel gekämpft. Das Tragen einer Schutzausrüstung, bestehend aus Schienbein- und Spannschützer, Handschützer ist Pflicht, bei der Jugend sind ebenfalls der Zahnschutz und bei Jungen ein Tiefschutz Pflicht. Schienbein- und Spannschützer sowie Handschützer müssen in der Gürtelfarbe getragen werden. Erstaufgerufener bei einem Kampf trägt rot, Zweitaufgerufener blau.

#### Die drei Teile
Der Ju-Jutsu-Fighting-Wettkampf besteht aus drei Teilen.
- Im ersten Teil versuchen die Kämpfer, durch Schläge und Tritte (Atemitechniken) zu punkten. Dabei dürfen nur runde, das heißt seitlich ankommende Tritte und Schläge verwendet werden, welche den Kopf nur leicht berühren dürfen (Leichtkontakt). Bei Atemitechniken zum Kopf wird auf eine kontrollierte Ausführung geachtet. Zum ersten Teil gehören auch Atemitechniken zum Körper, welche ebenfalls kontrolliert ausgeführt werden müssen, jedoch mit etwas stärkerem Kontakt erlaubt sind (Halbkontakt). Hier sind gerade Techniken erlaubt.

- In den zweiten Teil sollten beide Kämpfer nach ca. 20 Sekunden mit dem Griffkontakt übergegangen sein, andernfalls gibt es eine Strafe. In diesem Teil wird versucht, den Gegner ausschließlich durch einen Wurf oder einen Hebel zu Boden zu bringen.

- Den dritten Teil bildet der Bodenkampf. Hier ist das Ziel, seinen Gegner 15 Sekunden mit Hilfe einer Festlegetechnik zu halten oder ihn durch eine Würge- oder Hebeltechnik vorzeitig zur Aufgabe zu bringen. Sollte nach drei Minuten kein Gewinner feststehen (Punktegleichstand Wazaari und Ippon), so wird nach einer Pause von einer Minute eine zweite Kampfzeit von drei Minuten gekämpft.

Die minimale Erholungszeit zwischen zwei Kämpfen beträgt eine Kampfzeit (3 min.).
Zwischen den drei Teilen kann beliebig gewechselt werden:
- Lösen des Griffes im Teil 2 führt zum Übergang in den Teil 1
- Aufstehen aus Teil 3 führt bei Griff zum Übergang in den Teil 2, ohne Griff in den Teil 1

#### Kampfrichter
Es gibt drei Mattenkampfrichter (einen Hauptkampfrichter und zwei Seitenkampfrichter) und einen Tischkampfrichter, falls kein Video-Refereeing-System zum Einsatz kommt. Der Tischkampfrichter ist für die richtige Zählung der Wertungen, Punkte und Bestrafungen verantwortlich. Ihm zur Seite stehen Kampfrichterassistenten, welche die elektronische Anzeige bedienen, um die Zeit zu nehmen, die Punkte festzuhalten und die nächsten Kämpfer aufzurufen. In einigen Bundesländern werden die Kampfrichterassistenten durch einen Lizenz-Lehrgang ausgebildet (zum Beispiel beim Hamburgischen Ju-Jutsu-Verband). Der Hauptkampfrichter vergibt zusammen mit den Seitenkampfrichtern die Wertungen und leitet den Kampf; so signalisiert er beispielsweise den Beginn und das Ende einer Haltezeit.
Bei Einsatz eines Video-Refereeing-Systems gibt es einen Mattenkampfrichter, der den Kampf leitet und die Bewertungen vergibt. Am Mattenrand sitzen zwei Videokampfrichter und bewerten die Aktionen auf Grund von Videoaufnahmen. Stimmen bei Videokampfrichter den Wertungen des Mattenkampfrichter nicht zu, dann korrigiert der Mattenkampfrichter seine Wertung.

#### Wertung im Ju-Jutsu-Fighting-Wettkampf
Es gibt grundsätzlich zwei Arten von Wertungen:
- Wazaari: kleine Wertung, ein Punkt
- Ippon: große Wertung, zwei oder drei Punkte

Kleine Wertungen bekommen die Kämpfer für zum Teil geblockte Atemitechniken (Teil 1), für unsaubere Würfe und Übergänge vom Stand zum Boden (Teil 2) sowie für das kontrollierte Halten des Gegners am Boden über zehn bis 14 Sekunden. Große Wertungen erhalten Kämpfer für in Kombination geschlagene und ungeblockte Atemitechniken (Teil 1). In Teil 2 erhält der Kämpfer einen Ippon für Hebel- oder Würgetechnik im Stand, bei denen der Gegner abklopft, oder für perfekte Würfe. In Teil 3 erhält der Kämpfer einen Ippon für das kontrollierte 15 Sekunden lange Halten des Gegners. Für Hebel- und Würgetechniken am Boden, bei denen der Gegner abklopft, erhält der Kämpfer einen Ippon mit drei Punkten.

##### Punktezählung und Full-Ippon
Die drei Kampfrichter signalisieren durch farbige Armbinden und das senkrechte (Ippon) oder waagrechte (Wazaari) Heben des entsprechenden Armes ihre Wertung. Diese werden mehrheitlich durch alle drei Kampfrichter getroffen, und die Punkte werden addiert. Erreicht ein Kämpfer in allen drei Teilen einen Ippon (Full Ippon) so gewinnt er unabhängig vom Punktestand den Kampf vorzeitig mit 50:0.

##### Strafpunkte
Verstößt ein Kämpfer gegen Regeln, wird er wie folgt bestraft:
- Shido: für leichte Vergehen; Gegner erhält einen Punkt
- Chui: für schwere Vergehen; Gegner erhält drei Punkte
- Hansokumake: für besonders schwere Vergehen; Disqualifikation, der Gegner gewinnt

Die Punkte aus Shido und Chui werden als Strafpunkte summiert. Erhält ein Kämpfer sechs oder mehr Strafpunkte wird dies als besonders schweres Vergehen angesehen und hat somit die Disqualifikation zur Folge. Beispiele für leichte Vergehen ist zu passive oder selbstgefährdende Kampfweise, Tieftritte oder Schlagen des Gegners am Boden oder während des Griffkontaktes. Schwere Vergehen sind beispielsweise eine zu harte Kampfweise oder das Werfen des Gegners aus der Kampffläche heraus. Hebel auf die Wirbelsäule oder das Genick sowie die absichtliche Verletzung des Gegners sind Beispiele für besonders schwere Vergehen und führen zur Disqualifikation.

#### Ziel des Wettkampfes
Das Ziel des Wettkampfsystems ist es, eine möglichst realistische Verteidigungssituation zu symbolisieren. Ein Wettkämpfer ist im Kampf einer Stresssituation ausgesetzt, in der er sich behaupten muss. In einer Wettkampfsituation werden Reaktionsfähigkeit, Ausdauer, Schnelligkeit, mentale und körperliche Belastbarkeit und eine optimale Technikausführung gefordert. Ebenfalls muss ein Kämpfer taktisch kämpfen können und sekundenschnell seine Techniken umstellen können. Daher müssen genau diese für die Selbstverteidigung notwendigen Eigenschaften speziell trainiert werden. Die Kampfrichter sind angewiesen, darauf zu achten, dass die Techniken von den Kämpfern kontrolliert ausgeführt werden. Natürlich hat das Ju-Jutsu-Wettkampfsystem außer dem nützlichen Selbstverteidigungsaspekt noch mehr zu bieten. Dank der Vielfältigkeit der erlaubten Techniken hat jeder Kämpfer die Möglichkeit seinen individuellen Stil und Taktik zu entwickeln und umzusetzen.
Das wichtigste am Sport sollte jedoch immer im Vordergrund stehen, und das ist der Spaß am Sport und damit auch das Fairplay.
In Deutschland gibt es verschiedene Arten von Turnieren, auf denen sich die Kampfsportler messen können.
- Nachwuchsturniere (Pader Fighting Cup in Paderborn, Geldener Challenge Cup in Geldern)
- Qualifikationsturniere (Landesmeisterschaften, Gruppenmeisterschaften West, Süd, Nord und Ost sowie Deutsche Einzelmeisterschaften)
- Internationale Turniere (German Open, Kodokan Open)
- Bundesliga

Die deutschen internationalen Turniere sind ebenfalls Qualifikationsturniere, allerdings für die Weltmeisterschaften.
Mitglieder des Landes- und Bundeskader sind auf Nachwuchsturnieren nicht startberechtigt; diese Turniere haben die Funktion, den Nachwuchs zu fördern und nicht durch überlegene Gegner zu verschrecken. Weiter gibt es Turnierformen, die nur innerhalb der Polizei oder nur durch immatrikulierte Studenten ausgetragen werden dürfen (Polizeimeisterschaften, Hochschulmeisterschaften).

#### Kampfklassen
Die Kampfklassen unterscheiden sich nach Alter, Gewicht und Geschlecht. Bei den Altersklassen wird zwischen Senioren, U 21, U 18, U 15, U 12, U 10 unterschieden. Ausschlaggebend für die Einordnung in die Altersklassen ist das Geburtsjahr des Kämpfers, also der Jahrgang.
Folgende Gewichtsklassen gelten für Frauen (Senioren):
- bis 49 kg
- bis 55 kg
- bis 62 kg
- bis 70 kg
- über 70 kg

Folgende Gewichtsklassen gelten für Männer (Senioren):
- bis 56 kg
- bis 62 kg
- bis 69 kg
- bis 77 kg
- bis 85 kg
- bis 94 kg
- über 94 kg

In der U12 und jünger gibt es keine festen Gewichtsklassen, sondern es erfolgt eine Aufteilung, bei der die Kämpfer maximal 5 kg Unterschied haben dürfen.

### Duo-System
In einem Duo-Kampf treten je zwei 2er Teams gegeneinander an und führen nach Ansage vorgegebener Angriffen einen technischen Vergleichskampf vor (ähnlich einer Kata). Bewertet werden hierbei u. a. die Ausführung und Präzision, mit der die gezeigten Techniken angewendet werden, sowie der dynamische Gesamteindruck und Schnelligkeit. Wichtiger Bestandteil ist bei der Bewertung zusätzlich die Realitätsnähe der gezeigten Techniken.
Für einen Betrachter ist es oft nicht erkennbar, dass es sich um einstudierte Technikkombinationen handelt, da geübte Duo-Kämpfer eine einer wirklichen Auseinandersetzung entsprechende Dynamik an den Tag legen.
Es gibt seit 2018 12 Angriffe, die sich in 3 Serien zu je 4 Angriffen gliedern: (früher 20 Angriffe, die sich in 4 Serien zu je 5 Angriffen gliederten)
Serie A: Kontakt-Angriffe (früher Serie A & B)
1. Griff zum Handgelenk / Rever
2. Würgen von vorn, der Seite oder von hinten
3. Körperumklammerung von hinten über oder unter den Armen oder Würgen von hinten
4. Schwitzkasten von der Seite oder von vorne

Serie B: Schlag- und Trittangriffe (früher Serie C)
1. Fauststoß zum Kopf oder Körpermitte
2. Aufwärtshaken, Schwinger
3. Fußstoß vorwärts
4. Halbkreisfußtritt

Serie C: Stock- und Messerangriffe (früher Serie D)
1. Messerangriff geradlinig von oben oder Halbkreisförmiger Messerangriff
2. Messerangriff gerade von vorne
3. Stockangriff geradlinig von oben
4. Stockangriff Außenseite

Aus jeder Serie müssen die Duo-Teams abwechselnd je 3 Angriffe vorführen. Das Kampfgericht besteht in der Regel aus 5 Kampfrichtern und dem Mattenkampfrichter, der die Angriffe ansagt. Das Kampfgericht bewertet die gezeigten Techniken mit 0 bis 10 Punkten. Die höchste und die niedrigste Punktzahl fallen aus der Wertung, so dass 3 Wertungen verbleiben. Welche Techniken die Kämpfer zeigen müssen, lost der Mattenkampfrichter vor der Kampfbegegnung aus; beide Teams müssen diese Techniken zeigen. Das zweite Kampfpaar erhält die gleichen Angriffe in einer anderen Reihenfolge.

### Show
Beim Show-System werden Kampfkunsttechniken mit Showeffekten zu einem Gesamtkunstwerk vereinigt. Hier wird in der Tat die Show bewertet. Sehr bekannt sind etwa die Red Tigers des DJJV.

### Wettkampfsystem Ju-Jutsu-Allkampf (International Combat-System)
Ju-Jutsu Allkampf war seit den 1970er Jahren das offizielle Wettkampfsystem des Ju-Jutsu, erst im DJB und ab 1992 im DJJV. 1998 wurde es im DJJV durch das JJ-Fighting ersetzt und findet seitdem außerhalb des DJJV und im Vollkontakt statt.
Ju-Jutsu Allkampf verfügt über ein Kampfrichtersystem. Kampfrichter können nach absolvierter, umfangreicher Schulung und bestandener Prüfung eine Lizenz erwerben. Derzeit sind zwei Lizenzstufen vorgesehen:
- B-Lizenzen dienen als Einstiegslizenz. Sie werden als Lizenzen für Seiten-, Punkt und Tischkampfrichter ausgestellt.
- Die A-Lizenz stellt die höchste Lizenzstufe des JJ-Allkampf dar. Hauptkampfrichter auf größeren Allkampfveranstaltungen (insbes. Hamburg Cup, Deutsche Meisterschaft etc.) müssen diese Lizenz innehaben.

Im Ju-Jutsu-Allkampf gibt es folgende Punktwertung, dabei werden nur gezielte und kontrolliert ausgeführte Techniken bewertet.
- Atemitechniken:
  - Treffer mit Hand oder Fuß: ein Punkt
  - gut erkennbarer, schön ausgeführter Treffer mit dem Fuß zum Kopf: drei Punkte
- Wurftechniken:
  - klar erkennbare und sauber ausgeführte Wurftechnik: drei Punkte
  - zu Boden bringen ohne erkennbare Technik oder unsauberer Wurf: ein Punkt
- Bodentechniken:
  - Erlaubte Atemitechniken zum Kopf oder Körper: ein Punkt (maximal fünf Punkte möglich)
  - Haltetechnik in der Bodenlage 15 Sekunden lang: drei Punkte

Haltetechniken in der Bodenlage werden nur bewertet, wenn der haltende Kämpfer a) den Gegner kontrolliert, so dass dieser keine wirksamen Atemi mehr anwenden kann und b) die Situation beherrscht, so dass er die Haltetechnik unterbrechen und den Bodenkampf verlassen kann, also nicht unter dem Gehaltenen liegt, geklammert wird etc.
Es wird in folgenden Gewichtsklassen gekämpft:
| Jugend B, U 15 (Jahrgang: 12, 13, 14 Jahre) | männlich: -45, -50, -55, -60, -65, +65 kg           | weiblich: -40, -45, -50, -55, -60, +60 kg |
| Jugend A, U18 (Jahrgang: 15, 16, 17, Jahre) | männlich: -60, -65, -70, -75, -80, +80 kg           | weiblich: -50, -55, -60, -65, +65 kg      |
| Senioren, ab 18 Jahren (Jahrgang!)          | männlich: -60, -65, -70, -75, -80, -85, -90, +90 kg | weiblich: -50, -55, -60, -65, -70, +70 kg |

Es ist möglich, zusätzlich jüngere Altersklassen zuzulassen oder Gewichtsklassen bei Bedarf zusammenzulegen.
Ein Kampf geht über zwei Runden zu je zwei Minuten mit einer Pause von einer Minute. Der Kampf kann jedoch frühzeitig durch einen Kämpfer beendet werden, indem dieser seinen Gegner zur Aufgabe zwingt (durch Anwendung von Hebel- oder Würgetechniken), durch technische Überlegenheit (zwölf Punkte Vorsprung) oder durch Auszählen des Gegners siegt (KO). Zudem sind Disqualifikationen und in besonderen Fällen Abbrüche durch das Kampfgericht möglich (auf Anraten eines Arztes).
Ebenfalls gibt es das sogenannte „Ju-Jutsu-Allkampf-Pro-Regelwerk“.
Nach diesem wird ebenfalls wie im Ju-Jutsu-Allkampf im Vollkontakt zum Körper gekämpft, aber auch zum Kopf.
Hierbei dauert ein Kampf jedoch drei Runden (zwei Minuten pro Runde mit jeweils einer Minute Pause zwischen den Runden).
Anmerkung: Neben dem offiziellen Ju-Jutsu-Allkampf werden auch auf Vereinsebene kleinere Turniere mit angepasstem Regelwerk durchgeführt.

## Großmeister
| Name                          | Graduierung | Anmerkung |
| ----------------------------- | ----------- | --- |
| Franz-Josef Gresch            | 10. Dan     | Mitbegründer des Ju-Jutsu, Mitbegründer des DJJV, Ehrenpräsident des DJJV                                            |
| Heinz Lamadé                  | 10. Dan     | Ehrenpräsident des Ju Jutsu Verband Baden e. V.                                                                      |
| Peter Schneider               | 10. Dan     | Referent für Jiu Jitsu im Schleswig-Holsteinischen Ju-Jutsu Verband e. V. und im DJJV                                |
| Roland Köhler                 | 10. Dan     | Präsident des DJJV, Bundestrainer des DJJV, Vizepräsident Breitensport des Ju-Jutsu-Verband Bayern e. V.             |
| Josef Art                     | 9. Dan      | Ehrenpräsident des Ju-Jutsu-Verband Bayern e. V.                                                                     |
| Dieter Call                   | 9. Dan      | Cheftrainer der Ju-Jutsu-Abteilung des DJK Roland Stolberg e. V.                                                     |
| Heinrich Conrads              | 9. Dan      | Ehrenpräsident im Niedersächsischen Ju-Jutsu-Verband e. V.                                                           |
| Achim Hanke                   | 9. Dan      | |
| Dieter Meyer                  | 9. Dan      | Ehrenpräsident des Ju-Jutsu-Verband Bayern. e. V.                                                                    |
| Robert Prümm                  | 9. Dan      | |
| Ralf Pfeifer                  | 9. Dan      | ehemaliger Kampfrichterreferent im Bundesverband und internationaler Kampfrichter                                    |
| Manfred Feuchthofen           | 9. Dan      | |
| Wolfgang Kroel                | 9. Dan      | |
| Reinhard Ogrodnik             | 9. Dan      | |
| Dietrich Brandhorst           | 9. Dan      | Ehrenpräsident des DJJV                                                                                              |
| Ingo Lay                      | 8. Dan      | Präsident des Saarländischen Ju-Jutsu Verbands e. V., 2. Vorsitzender des PSV Saar e. V. & Leiter der Budo-Abteilung |
| Peter Nehls                   | 8. Dan      | ehemaliger Bundestrainer des DJJV                                                                                    |
| Norbert van Soest             | 8. Dan      | |
| Willy Vollberg                | 8. Dan      | |
| Walter Wehrmann               | 8. Dan      | |
| Georg Riebartsch              | 8. Dan      | |
| Rolf Kühnel                   | 8. Dan      | |
| Dieter Rast                   | 8. Dan      | |
| Erich Reinhardt               | 8. Dan      | |
| Bernd Thomsen geb. Hillebrand | 8. Dan      | |
| Michael Richter               | 8. Dan      | Ehrenpräsident HJJV, Ehemaliger Präsident Breitensport & Lehrwart HJJV                                               |
| Volkmar Baumbast              | 8. Dan      | Präsident des Ju-Jutsu Verband Württemberg e. V.                                                                     |
| Robert Rogger                 | 8. Dan      | |
| Werner Thole                  | 8. Dan      | Gründungspräsident des Niedersächsischen Ju-Jutsu-Verbands                                                           |

## Praxis
Ju-Jutsu war bis vor einigen Jahren Ausbildungsinhalt vieler deutscher Polizeibehörden, der Justiz (Strafvollzug) sowie des Zolls. In den 1990er Jahren fand im Bereich des DJJV eine Neuausrichtung des Ju-Jutsus weg vom reinen Selbstverteidigungssystem zu einer deutlich breitensportlicheren und wettkampforientierteren Sportart statt. Gleichwohl blieb die effektive Selbstverteidigung der Hauptschwerpunkt. Mit Ausnahme des Strafvollzuges NRW wird Ju-Jutsu auch noch heute bei allen anderen deutschen Sicherheitsbehörden praktiziert, allerdings nicht als „reines“ Ju-Jutsu, sondern als sog. „waffenlose Selbstverteidigung“. Dabei fallen eher „sportliche“ Elemente weg und andere praxisgerechtere (aber „unsportlichere“) Techniken sind hinzugekommen. Die Selbstverteidigungstechniken werden innerhalb des DJJV ständig auf besonderen Bezirks-, Landes- und Bundeslehrgängen, zu denen nur Angehörige der Sicherheitsbehörden zugelassen sind, aktualisiert und weiterentwickelt.
Ju-Jutsu hat in diesen Bereichen des öffentlichen Dienstes vor allem deswegen eine hohe Verbreitung, weil es durch sein offenes Konzept viele Techniken aus anderen Systemen enthält. Zudem enthält es als „sanfte Kunst“ eben ein breites Repertoire an Zugriffs- und Sicherungstechniken, bei denen der Angreifer unverletzt bleibt. Diese Erfahrungen aus der Praxis (vorwiegend aus dem Polizei- und Strafvollzugsalltag) werden im Ju-Jutsu wie erwähnt bis hin zur Bundesebene ständig ausgetauscht, aktualisiert und angepasst. In nahezu allen Vereinen sind demzufolge entsprechende Amtsträger zu finden. Viele (ehemalige) Angehörige von Spezialeinheiten sind als Trainer oder Funktionär tätig.